# Catephiodes zuelana
Catephiodes zuelana là một loài bướm đêm trong họ Noctuidae.